# Caffettiera a stantuffo

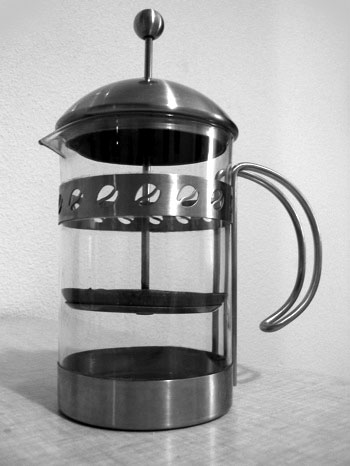
Caffettiera a stantuffo in vetro.

La caffettiera a stantuffo, o coffee plunger, ancora french press, è un tipo di caffettiera.

## Storia

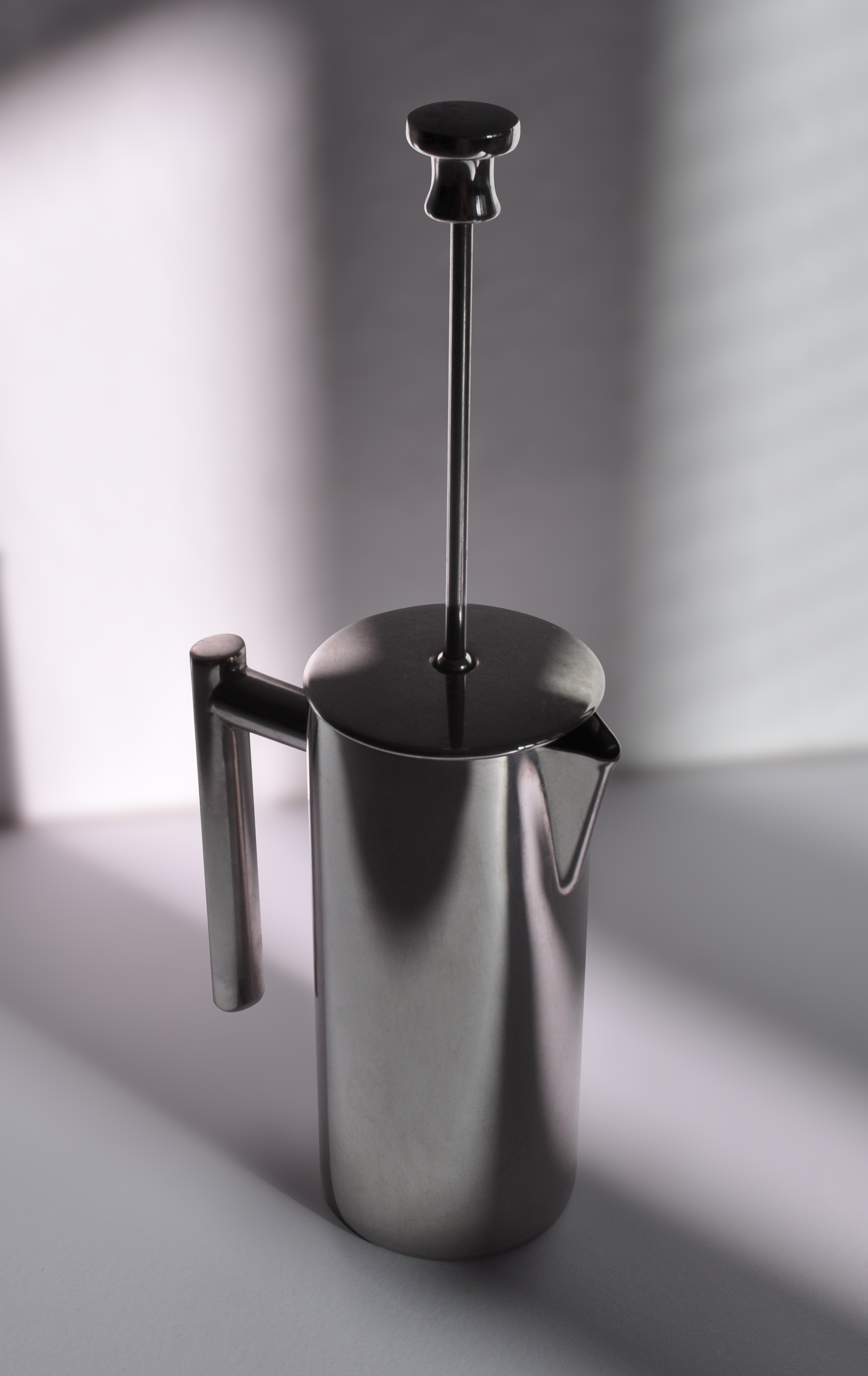
Caffettiera a stantuffo in acciaio inossidabile

Il sistema per il filtraggio di caffè tramite pistone fu brevettato in Francia nel 1852 da Meyer e Delforge, l'italiano Attilio Calimani ne brevettò una versione più moderna nel 1929.
Essa subì numerose modifiche da parte di Faliero Bondanini, che brevettò la propria versione nel 1958 e ne iniziò la produzione dentro una fabbrica francese di clarinetti, la Martin SA. La sua popolarità crebbe presto e fu ulteriormente incrementata nel 1965 grazie al suo utilizzo mostrato nel film Ipcress con Michael Caine. Fu diffusa in Europa dall'azienda britannica di articoli per la casa Household Articles Ltd. e da quella danese Bodum.

## Descrizione
La caffettiera a stantuffo è uno strumento di estrazione del caffè molto diffuso. Essa consiste in un contenitore in cui si versa la polvere di caffè e l'acqua bollente, lasciandola in infusione per il tempo desiderato. Confitto al coperchio dell'apparecchio, si trova uno stantuffo che termina in un filtro circolare.
All'inizio dell'infusione si raccoglie lo stantuffo verso l'alto finché, trascorso il tempo di infusione, lo si premerà delicatamente, riportandolo verso il basso. Nel movimento il filtro separa la polvere di caffè e l'infuso, che verrà versato nella tazza dal beccuccio dell'apparecchio.. I vantaggi del suo utilizzo sono dati dalla trasportabilità, dalla semplicità di utilizzo e dall'ottimo rapporto costo-efficacia. Inoltre, è completa di tutto e non necessità di ulteriori aggiunte, il filtro è integrato ed è generalmente interamente in metallo, quindi riutilizzabile.
Oltre alle versioni in vetro, esistono anche modelli in ceramica o in acciaio che differiscono dalla prima per estetica e per ritenzione del calore.
Il funzionamento della caffettiera a stantuffo si basa sul principio dell'infusione e diverse tecniche di estrazione possono essere adottate, cambiando le variabili temperatura, tempo e macinatura. Essendo filtrato con un filtro metallico e non con un filtro di carta, il caffè estratto da una caffettiera a stantuffo risulta essere più torbido e con maggior corpo rispetto a un caffè filtro.